# Michel Butor
Michel Marie François Butor (Mons-en-Barœul, 14 de septiembre de 1926-Contamine-sur-Arve, 24 de agosto de 2016) fue un escritor, poeta, ensayista, novelista, traductor, y profesor francés.

## Biografía
Hijo de un ferroviario apasionado por las artes, a la edad de tres años Butor se muda con su familia a París, donde cursa sus estudios. Graduado en filosofía por la Sorbona con una tesis sobre las matemáticas y la idea de necesidad dirigida por Gaston Bachelard, ejerció por un tiempo de asistente del filósofo Jean Wahl. Al perder las oposiciones a una plaza de profesor, viajó a Egipto para dar clases de francés, enseñando luego en la Universidad de Mánchester y pasando algún tiempo en Salónica (Grecia) y Ginebra, donde se reencuentra con Marie-Jo, con quien se casa en 1958. Tuvieron cuatro hijos. Fue profesor en la Universidad de Nuevo México (1969-1970 y 1973-1974), en Niza y en la Facultad de Letras de la Universidad de Ginebra.
Si Michel Butor es conocido en el ámbito de la literatura francesa, se debe fundamentalmente a su más famosa novela, La modificación, uno de los pilares de lo que se conoció como la nueva novela (Nouveau Roman) y que estaba escrito desde el principio hasta el fin en segunda persona del singular, equivalente en español al "usted". Esta novela fue llevada al cine en 1970, con el mismo título, por Michel Worms. Michel Butor dejó de escribir novelas tras Grados en 1960. 
En 1991 dejó también la docencia y se retiró a un pueblo de la Alta Saboya. Fue miembro fundador de The Raymond Roussel Society junto con John Ashbery, Miquel Barceló, Joan Bofill-Amargós, Thor Halvorssen y Hermes Salceda.
En sus primeros libros trataba de conciliar la forma tradicional de la novela con la voluntad de representar el mundo contemporáneo. En ese sentido, estaba próximo a los escritores que representaron precisamente ese nouveau roman, como Nathalie Sarraute, Alain Robbe-Grillet o Claude Simon. Sin embargo, Butor escogió nuevas formas experimentales, ya en Móvil, una obra ingente, fabricada con distintos elementos (enciclopedias estadounidenses, descripciones de coches, artículos de prensa...) y con la que trataba de representar la sorprendente realidad contemporánea de los Estados Unidos.
Esa vocación de experimentar para representar el mundo se puede encontrar en todas sus obras, ya se trate de relatos de viaje (la serie El genio del lugar), relatos oníricos (Materia de sueños), o de sus colaboraciones con pintores y otros artistas contemporáneos y que recoge en la serie de Ilustraciones). Este trabajo con los artistas plásticos ha constituido una nueva dimensión en sus intervenciones literarias, debido a su acercamiento "a", "con" y luego "en" la pintura. Sus primeras críticas (la primera se la dedicó a Max Ernst en 1945) se han visto sustituidas por una serie enorme de textos de tirada más o menos limitada y que ponen en entredicho la noción de obras cruzadas.
Hacia el final de su vida se inclina por un espacio poético, en el más amplio sentido, en detrimento de una aproximación más tradicionalmente novelesca.

## Obra

### Novela
- 1954 - Pasaje Milán, N.º 15 (Passage de Milan)
- 1956 - El empleo del tiempo (L'Emploi du temps)
- 1957 - La modificación (La Modification)
- 1958 - El genio del lugar (Le génie du lieu)
- 1960 - Grados (Degrés)

### Composiciones narrativas
- Réseau aérien (1962).
- Mobile, étude pour une représentation des États-Unis (1962).
- Description de San Marco (1963). Trad. Descripción de San Marcos, Bassasai, 2000.
- 6.810.00 litres d'eau par seconde, étude stéréophonique (1965). Trad. Seis millones ochocientos diez mil litros de agua por segundo, C. Diálogo, 1971.
- Portrait de l'artiste en jeune singe (1967).
- Ou (1971).
- Boomerang (1979).
- Matière de rêves (1975-1985).
- Transit (1992)
- Gyroscope (1999).

### Ensayo
- Répertoire I (1960). Trad. Sobre literatura I, Seix-Barral, 1967.
- Histoire extraordinaire essai sur une rêve de Baudelaire (1961).
- Répertoire II (Ed. de Minuit, 1964). Trad. Sobre literatura II, Seix-Barral, 1967.
- Essais sur les modernes (1964).
- Répertoire III (1968). Trad. Repertorio, Seix-Barral, 1970.
- Essais sur "les Essais" (1968).
- Essais sur le roman (1969).
- Improvisations sur Flaubert (1984).
- Ginebra, Granica, 1988.

### Poesía
- Illustrations (vol. 1, 1963, y vol. 2, 1968).